# Hørsholm
Hørsholm és una ciutat danesa situada al nord de l'illa de Sjælland, a la regió de Hovedstaden, a uns 25 quilòmetres de Copenhaguen.
L'àrea urbana de la ciutat s'estén entre la costa de l'Øresund i l'autopista de Helsingør per territori dels municipis de Hørsholm (23.814 dels seus habitants el 2010), de Fredensborg (9.581 habitants el 2010) i de Rudersdal (12.421 habitants el 2010).

## Història
Hørsholm es va desenvolupar al voltant del castell de Hirschholm, que feu construir el rei Cristià VI entre els anys 1734 i 1744, tot i que alguns dels assentaments que han estat absorbits per la ciutat són d'origen molt més antics. El nom de la ciutat deriva del castell, en alemany hirsch significa cérvol, a l'escut de la ciutat hi ha el cap d'un d'aquests animals. El castell va ser utilitzat com a seu de la cort quan el ministre Johann Friedrich Struensee, metge de Cristià VII, malalt mental, era de facto el regent i hi va néixer la segona filla de la reina Carolina Matilde atribuïda a Struensee. Uns anys més tard, entre el 1810 i el 1816 el castell fou enderrocat i el seu lloc va ser ocupat per l'actual església de Hørsholm.
El 1737 Nicolai Eigtved va dissenyar un pla com a ciutat residencial i per estimular el seu creixement el 1739 la ciutat va rebre el títol de ciutat, però no reixir i avui dia Hørsholm no té un centre ben definit, sinó que és més aviat una gran zona suburbana de la perifèria nord de Copenhaguen.

## Personatges il·lustres
- Cristià VI de Dinamarca va morir al castell de Hirschholm el 6 d'agost de 1746.
- Lluïsa Augusta de Dinamarca va néixer al castell de Hirschholm el 7 de juliol de 1771.
- Johann Otto von Spreckelsen, arquitecte va morir a Hørsholm el 16 de març de 1987.
- Lotte Friis, (n. 9 de febrer de 1988) és una nedadora originària de la ciutat.